# Acronicta luteicoma
Acronicta luteicoma là một loài bướm đêm trong họ Noctuidae.